# آدم سميث (لاعب كريكت)
آدم سميث (بالإنجليزية: Adam Smith)‏ (6 أبريل 1976 بملبورن في أستراليا - ) هو لاعب كريكت أسترالي. لعب مع فريق فكتوريا للكريكت.

## وصلات خارجية
- آدم سميث (لاعب كريكت) على موقع إي آس بي آن كريك إنفو (الإنجليزية)